# Mosnes
Mosnes é uma comuna francesa na região administrativa do Centro, no departamento Indre-et-Loire. Estende-se por uma área de 14,4 km². Em 2010 a comuna tinha 824 habitantes (densidade: 57,2 hab./km²).